# Kloster Kostanjevica
Das Kloster Kostanjevica (lateinisch Fons Sanctae Mariae, Mariabrunn, deutsch Kloster Landstrass) liegt in Slowenien etwas südlich der Kleinstadt Kostanjevica na Krki (Landestrost, Landstraß) in der Ebene zwischen dem Fluss Krka und dem Žumberak-Gebirge. Das Kloster ist nicht zu verwechseln mit dem im 17. Jahrhundert errichteten Franziskanerkloster Kostanjevica bei Nova Gorica, in dem u. a. der französische König Karl X. (gestorben 1836) beigesetzt ist.

## Geschichte

Kloster Kostanjevica nach Valvasor 1679

Kloster Kostanjevica war ein Tochterkloster von Stift Viktring in Kärnten, das wiederum der von der Primarabtei Morimond über das lothringische Kloster Villers-Bettnach ausgehenden Filiation entstammt. Die Gründung erfolgte 1234 auf Initiative des Kärntner Herzogs Bernhard von Spanheim. Aufgehoben wurde das Kloster 1785 durch Kaiser Joseph II. Im und nach dem Zweiten Weltkrieg wurde die Anlage weitgehend zerstört und ab 1956 wiederaufgebaut. Heute beherbergt sie das BožidarJakac Kunstmuseum.

## Bauten und Anlage

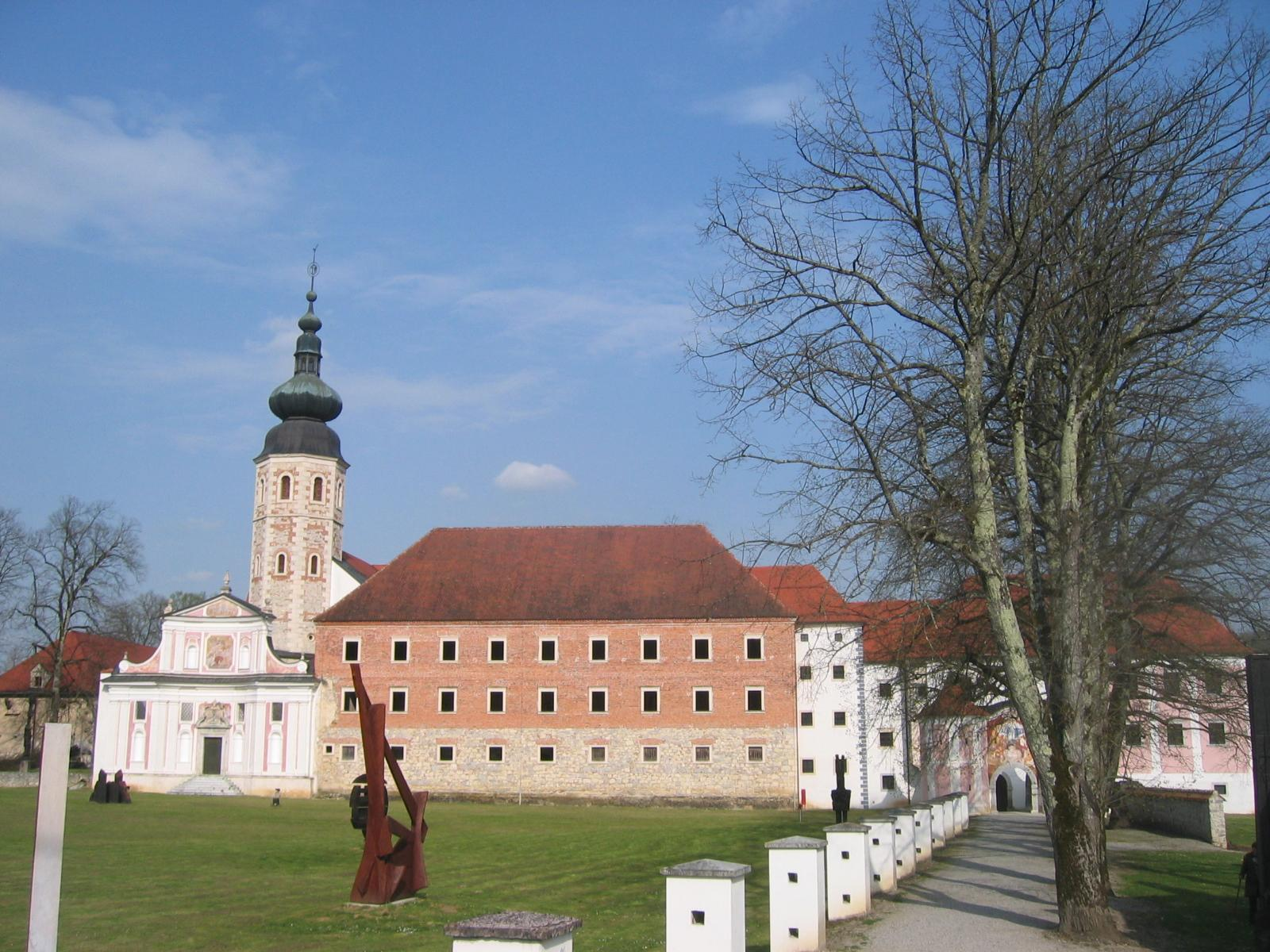
Kloster Kostanjevica

Der mittelalterliche Kern aus dem 13. Jahrhundert mit der Kirche und Resten des Kreuzgangs rechts von der Kirche liegt im Nordwesten der ausgedehnten Anlage aus der ersten Hälfte des 18. Jahrhunderts. Von der Klausur ist mit Ausnahme des Kreuzgangs nichts erhalten. Die Kirche wurde zum Ausgang des Mittelalters auf drei Langhausjoche (ursprünglich wohl fünf oder sieben) verkürzt und Mitte des 18. Jahrhunderts barockisiert. Sie hat die Form eines lateinischen Kreuzes mit drei Längsschiffen und einem Querschiff. Der Chor und an beiden Seiten je zwei Seitenkapellen sind gerade geschlossen. Die Längsschiffe sind durch Spitzbogenarkaden getrennt. Alle Teile der Kirche sind mit Kreuzgratgewölben überwölbt. Die Kapitelle weisen eine Pflanzendekoration, die Kirche insgesamt einen reichen Skulpturenschmuck auf. Der Stilcharakter ist frühgotisch. Die Barockausstattung wurde nach der Aufhebung zerstreut.

### Božidar Jakac Kunstmuseum
1974 wurde in den renovierten Klosterräumen das BožidarJakac Kunstmuseum eröffnet, eine der flächenmäßig größten Kunstgalerien in Slowenien. Im Mittelpunkt der Sammlungen und wechselnden Ausstellungen stehen die Werke slowenischer Expressionisten. Die ständigen Ausstellungen umfassen Werke von Janez Boljka, Bogdan Borčić, Zoran Didek, Jože Gorjup, France Gorše, Božidar Jakac, France Kralj und Tone Kralj.
Außerdem präsentiert das Museum die Gemäldesammlung des Kartäuserklosters Pleterje. Die Kunstschätze stammen zumeist aus dem 17. und 18. Jahrhundert, von flämischen, französischen, italienischen und deutschen Künstlern. Die meisten kamen nach Slowenien, als die 1904 aus Frankreich vertriebenen Mönche des lothringischen Kartäuserklosters Bosserville in der Kartause Pleterje aufgenommen wurden.